# خویان-بانکی
خویان-بانکی (به لهستانی:  Chojane-Bąki) یک روستا در لهستان است که در گمینا کولشه کوشچیلنه واقع شده‌است. خویان-بانکی ۳۰ نفر جمعیت دارد.